# كيفن فرايدلاند
كيفن فرايدلاند (بالإنجليزية: Kevin Friedland)‏ هو لاعب كرة قدم أمريكي، ولد في 3 أكتوبر 1981 في إرفاين في الولايات المتحدة. لعب مع سبورتينغ كانساس سيتي.